# 姚安娜 (任正非之女)
姚安娜（1998年1月14日—），本名姚思为（英語：Annabel Yao），中国大陆女歌手，影视演员。毕业于哈佛大学，华为公司总裁任正非的小女儿，隨母姓姚。

## 早年生活及教育
姚安娜于1998年1月14日生于中国云南省昆明市，籍贯浙江省浦江县，是任正非与第二任妻子姚凌之女，随母姓取名“姚思为”。8个月大时，她随父母移居广东省深圳市。她自幼学习钢琴、书法、音乐和国画，9岁开始学习芭蕾舞。
姚安娜自2016年起在哈佛大学进行本科学习，并于2020年从哈佛大学获得计算机科学文学学士学位。

## 影视作品

### 电影
| 上映年份 | 电影名           | 角色 | 备注                       |
| 2022     | 海边升起一座悬崖 |      | 第75屆坎城影展短片競賽获奖 |

### 电视剧/网络剧
| 首播年份 | 剧名                       | 角色   |
| 2023     | 去有风的地方               | 謝琴   |
| 2024     | 猎冰(网络剧)               | 赵友男 |
| 2024     | 暗夜与黎明                 | 岑小滿 |
| 2025     | 仁心俱乐部                 | 顾诗宜 |
| 待播     | 唐宫奇案之青雾风鸣(网络剧) | 裴愈   |
| 待播     | 老舅                       | 冯娟   |
| 待播     | 医生荣誉                   |        |

## 音乐作品

### 单曲
| 曲名     | 发行日期      | 发行公司 | 备注     |
| Backfire | 2021年1月18日 | 天浩盛世 | 出道单曲 |